# Dot Farley
Dot Farley (nacida como Dorothea Farley; 6 de febrero de 1881 – 2 de mayo de 1971) fue una actriz estadounidense, quién apareció en 280 películas entre 1910 y 1950. También era conocida como Dorothy Farley.

## Biografía

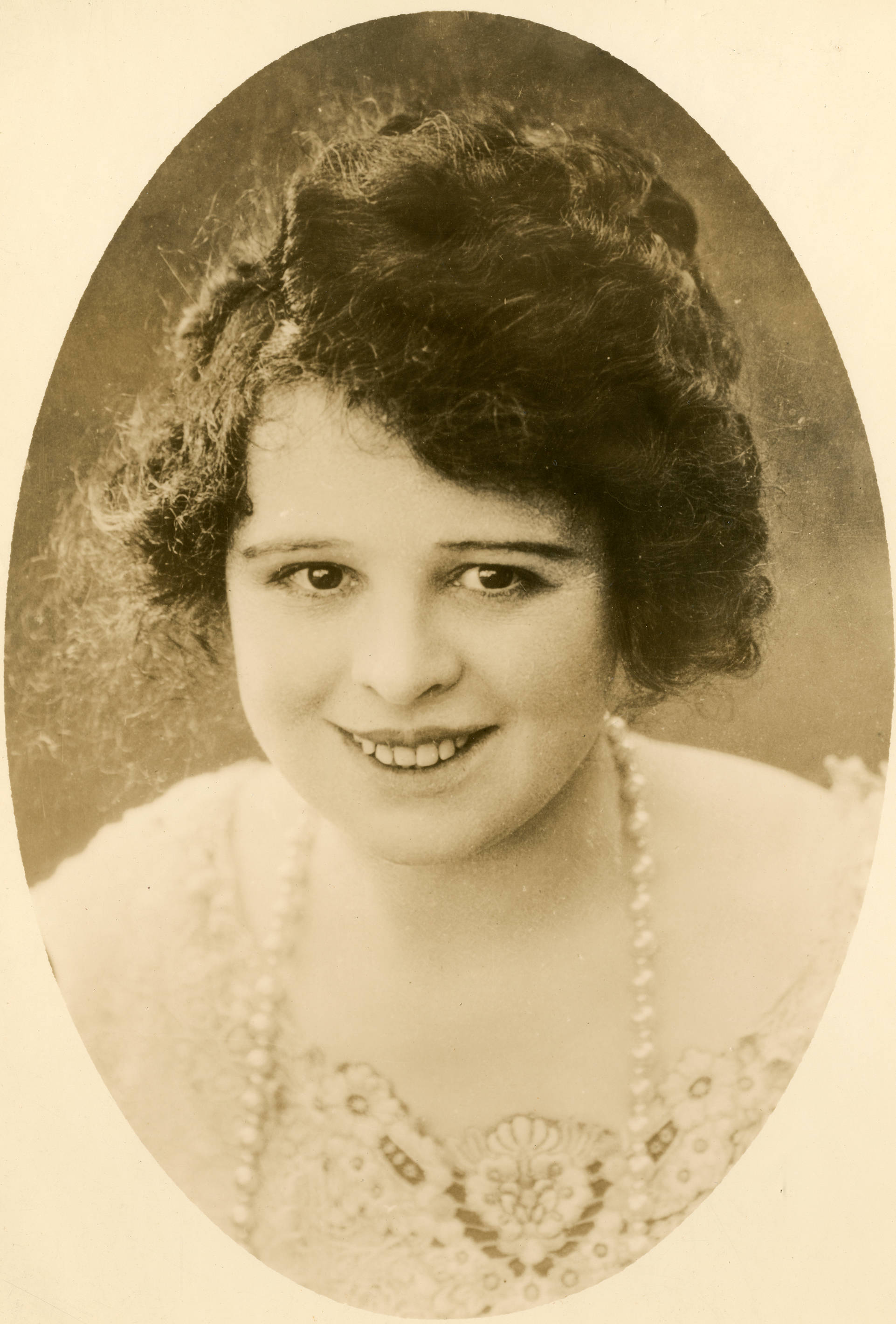
Dot Farley en 1922

Nació en Chicago, Illinois, siendo hija de Eugene Farley y Alma Streeter Farley.
Farley ganó experiencia en la actuación tras haber trabajado durante 6 años en un teatro de repertorio e empezó a trabajar en la industria cinematográfica en 1910. Conocida principalmente por trabajar en cortometrajes de género cómico, prolífica con Mack Sennett durante la era del cine mudo, también apareció en películas de género wéstern a principios de la década de 1910. Farley se destacó principalmente por interpretar a la suegra de Edgar Kennedy en varios cortometrajes producidos por RKO Pictures.
Farley también trabajó como escritora, en 1924, había producido más de 260 de sus historias.
Murió en South Pasadena, California.

## Filmografía
- Murphy's I.O.U. (1913)
- The Bangville Police (1913)
- Passions, He Had Three (1913)
- Peeping Pete (1913)
- Fatty Joins the Force (1913)
- Some Nerve (1913)
- The Price of Crime (1914)
- The Toll of the War-Path (1914)
- Even Unto Death (1914)
- Inherited Passions (1916)
- A Small Town Idol (1921)
- Home Talent (1921)
- The Crossroads of New York (1922)
- When Knights Were Cold (1923)
- Tea: With a Kick! (1923)
- The Acquittal (1923)
- Boy of Mine (1923)
- The Mask of Lopez (1924)
- Listen Lester (1924)
- A Self-Made Failure (1924)
- The Enemy Sex (1924)
- The Signal Tower (1924)
- The Fatal Mistake (1924)
- Vanity's Price (1924)
- So Big (1924)
- Border Intrigue (1925)
- My Son (1925)
- The Three Way Trail (1925)
- Dr. Pyckle and Mr. Pryde (1925)
- Rugged Water (1925)
- The Unchastened Woman (1925)
- The Red Kimona (1925)
- A Woman of the World (1925)
- The Lure of the Track (1925)
- Memory Lane (1926)
- The Grand Duchess and the Waiter (1926)
- The Little Irish Girl (1926)
- Brooding Eyes (1926)
- The Still Alarm (1926)
- Money Talks (1926)
- So This is Paris (1926)
- Honesty – The Best Policy (1926)
- The Family Upstairs (1926)
- Young April (1926)
- The Timid Terror (1926)
- Nobody's Widow (1927)
- The Overland Stage (1927)
- McFadden's Flats (1927)
- Girl in the Rain (1927)
- The Shamrock and the Rose (1927)
- All Aboard (1927)
- The King of Kings (1927)
- Yours to Command (1927)
- The Lost Limited (1927)
- His First Flame (1927)
- The Climbers (1927)
- The Tired Business Man (1927)
- Topsy and Eva (1927)
- Breakfast at Sunrise (1927)
- The Girl from Everywhere (1927)
- The Garden of Eden (1928)
- Lady Be Good (1928)
- Black Feather (1928)
- The Code of the Scarlet (1928)
- The Head Man (1928)
- Celebrity (1928)
- Should a Girl Marry? (1928)
- Marquis Preferred (1929) -
- Divorce Made Easy (1929)
- Why Leave Home? (1929)
- Harmony at Home (1930)
- The Unholy Three (1930)
- Road to Paradise (1930)
- The Little Accident (1930)
- The Third Alarm (1930)
- The Front Page (1931)
- A Woman of Experience (1931)
- Dancing Dynamite (1931)
- The Law of the Tong (1931)
- While Paris Sleeps (1932)
- Trapped in Tia Juana (1932)
- Lawyer Man (1932)
- Curtain at Eight (1933)
- Love Past Thirty (1934)
- Down to Their Last Yacht (1934)
- Diamond Jim (1935)
- False Pretenses (1935)
- Ring Around the Moon (1936)
- Dummy Ache (1936)
- Wanted! Jane Turner (1936)
- Arizona Mahoney (1936)
- Love Is News (1937)
- We Have Our Moments (1937)
- Too Many Wives (1937)
- Rustlers' Valley (1937)
- The Purple Vigilantes (1938)
- The Road to Reno (1938)
- The Stranger from Arizona (1938)
- Slander House (1938)
- Lawless Valley (1938)
- I Stole a Million (1939)
- The Women (1939)
- $1,000 a Touchdown (1939)
- We Go Fast (1941)
- Look Who's Laughing (1941)
- Obliging Young Lady (1942)
- Tales of Manhattan (1942)
- Cat People (1942)
- Hers to Hold (1943)
- Hail the Conquering Hero (1944)
- San Fernando Valley (1944)
- The Sin of Harold Diddlebock (1947)
- They Won't Believe Me (1947)
- Fighting Father Dunne (1948)
- The File on Thelma Jordon (1949)